# Mount Desert Island
Mount Desert Island er en ø ved kysten af staten Maine i USA. Øen ligger i Hancock County, ca. 15 km syd for byen Ellsworth, der er administrativt centrum for countiet. Øen er 280 km² stor, hvilket gør den til nummer 52 blandt USA's øer, men den 6. største ø i de sammenhængende amerikanske stater (langt de fleste store øer ligger i Alaska og ved Hawaii).. Øen er den næststørste ø på USA's østkyst, kun overgået af Long Island. Mount Desert Island ligger i den region i Maine, der kaldes Down East.
Den første europæer, der opdagede øen, franskmanden Samuel de Champlain, lagde mærke til øens bjerge, der trods den forholdsvis lave højde, ikke var bevoksede, og han kaldte derfor øen for Isle de Monts Déserts (De nøgne bjerges Ø). Navnet udtales normalt med tryk på første stavelse 'Desert (som det engelske ord, der betyder ørken), men en del lokale udtaler det med tryk på sidste stavelse De'sert (som på fransk også betyder ørken). 
Øen har omkring 10.000 faste indbyggere, men besøges af omkring 500.000 turister hvert år. De fleste af disse kommer for at besøge Acadia National Park.

## Historie
På øen er der fundet rester af menneskelig beboelse i form af køkkenmøddinger, der indikerer at oprindelige amerikanere har boet på eller i hvert fald opholdt sig på øen i mere end 6.000 år. De første skriftlige kilder, der stammer fra ca. 100 år efter at europæerne kom til området, fortæller, at på daværende tidspunkt, blev øen beboet af oprindelige amerikanere af abenaki eller wabanaki stammerne. De levede af at indsamle fisk, skaldyr, planter og bær, samt af at gå på jagt efter øens dyr. Indianerne boede primært på fastlandet, men kom til øen for at jage og fiske. Ifølge de nedskrevne kilder boede indianerne inde i landet om vinteren og tilbragte somrene nær kysten. Arkæologiske fund tyder imidlertid på det modsatte. For at undgå de meget kolde vintre inde i landet, boede stammerne ude ved kysten om vinteren, hvor de så levede primært af fiskeri. Om sommeren, når vejret blev mildere rejste de ind i landet, hvor de levede af jagt. Indianerne kaldte øen "Pemetic", der på wabanaki betyder "Det skrånende land".
I 1604 kom Samuel de Champlain til området. Han gik i land på øen den 5. september, og skrev i sin journal "Bjergtoppene er alle nøgle og klippefyldte… Jeg kalder øen "De nøgne bjerges ø (Isle de Mons Desert)". Eftersom de første europæere i området var franskmænd, blev dette kaldt Nouvelle-France (Ny Frankrig) og først da englænderne kom til nogle år senere og slog sig ned, fik det sin nuværende betegnelse, New England. I 1613 etablerede franske jesuittermunke en missionsstation på øen. Dette var den første franske missionsstation i Amerika. Missionsstationen lå ved en lille fjord, Somes Sound, men netop som munkene var gået i gang med at etablere sig, bygge et fort og dyrke landbrug og så småt begyndt at døbe indianerne, blev missionsstationen overfaldet og ødelagt af et engelsk skib under kommando af Samuel Argall. 
Overfaldet gjorde en ende på jesuitternes ophold på øen. Denne lå nu i et omstridt område mellem franskmænd i nord, og englændere, der slog sig ned i Kolonien Massachusetts (ikke at forveksle med staten af samme navn) mod syd. Ingen europæer slog sig ned i området, og i mere end 150 år, fungerede øen mest som sømærke for skibe, som kom til kolonierne. Indianerne kunne derfor have øen for sig.
I 1688 forsøgte Antoine Laumet de la Mothe, Sieur de Cadillac (adelstitlen havde selv påtaget sig), at slå sig ned på øen. Han bad den franske konge om et område på 400 km² ved Maines kyst, som også omfattede Mount Desert Island og fik det tilstedet. Her håbede han på at grundlægge et feudalsamfund, med ham selv som hersker, og han og hans hustru boede på øen en kort tid, inden han opgav planerne og rejste videre vest på. Cadillac er i dag kendt som grundlægger af byen Detroit i Michigan. Øens højeste punkt, Mount Cadillac, er opkaldt efter ham. 
I 1759, efter 150 års konflikt, besejrede englænderne franskmændene i Quebec og dermed sluttede franskmændenes dominans i Acadia-omådet. Det betød at englænderne begyndte at slå sig ned i områderne langs Maines kyst. Francis Bernard, der var guvernør over Kolonien Massachusetts, fik tildelt Mount Desert Island af kongen. Han forsøgte at sikre sit krav på området, ved at tilbyde gratis land til nybyggere og to englændere, ''Abraham Somes'' og James Richardson tog mod tilbuddet og flyttede til øen med deres familier. De slog sig begge ned nær det sted, hvor nu bebyggelsen Somesville ligger. Den amerikanske uafhængighedskrig betød, at Bernard, der stod på engelsk side i konflikten, mistede sit krav på området. I stedet bevilgede ledelsen af Massachusetts kolonien halvdelen af øen til hans søn, John Bernard, som i modsætning til sin far, havde stået på amerikansk side i konflikten. Den anden halvdel af øen gik til Marie Therese de Gregoire, et barnebarn af Cadillac. Begge de to nye ejere solgte imidlertid hurtigt deres del af øen til nye ejere, som ikke slog sig ned i området. 
Det var dertil gengæld mange andre der gjorde. I 1820 blev Maine udskilt fra Massachusetts som en selvstændig stat. På det tidspunkt havde øen en ret stor befolkning, som primært var beskæftiget med landbrug, skovbrug, fiskeri og skibsbygning. Meget af øens skov blev fældet og brugt til træprodukter så som skibe, møbler og bygninger. I 1850 var øen blevet til et samfund, der i høj grad var knyttet til havet. Desuden var granitbrydning blevet en forholdsvis stor industri.
På dette tidspunkt kom journalister og kunstnere til området, mest om sommeren, og de var med til at udbrede kendskabet til øen. Flere kunstnere kom til, og mange slog sig ned hos de lokale fiskere og håndværkere, hvor de kunne bo forholdsvist billigt. Mange kom igen år efter år, og efterhånden blev der etableret en egentlig turistindustri. I 1880 havde øen således ikke mindre end 30 hoteller.
I 1890'erne blev øen, der stadig lå ret afsides, et tilflugtssted for velhavende amerikanere fra østkysten. Mange af disse var ikke tilfredse med at bo hos de lokale, så de byggede selv sommerresidenser på øen. Blandt de familier, der slog sig ned på øen, var familierne Rockefeller, Morgan, Ford, Vanderbilt, Carnegie og Astor. De var med til at ændre øen. Der blev anlagt ride- og spadserestier, og der blev holdt selskaber for "de fine", både i byerne og ude i naturen. Denne periode varede frem til depressionen, hvor økonomisk afmatning betød at mange af de tidligere aktiviteter på øen blev opgivet. Også 2. verdenskrig, og ikke mindst en stor skovbrand i 1947, der ødelagde adskillige af de store ejendomme, var medvirkende til at øens tiltrækningskraft hos de rige blev mindre.
.I 1901 havde man etableret en organisation, Hancock County Trustees of Public Reservations, som havde til formål at beskytte naturen i området, så den fortsat kunne anvendes af almenheden. I 1913 havde organisationen opkøbt 24 km² land på øen, og i 1915 tilbød formanden for organisationen, George Dorr, området til staten, som tog mod tilbuddet. I 1916 kunne præsidenten, Woodrow Wilson, annoncere oprettelsen af Sieur de Monts National Monument. I 1919 underskrev præsident en lov, som gjorde området til nationalpark under navnet Lafayette National Park. Det var den første nationalpark, der blev etableret øst for Mississippifloden. George Dorr blev udnævnt som den første leder af nationalparken. John D. Rockefeller, Sr. gav en stor del af det landområde, han ejede til nationalparken, og han bekostede anlæggelsen veje til hestevogne, broer, udsigtspladser mm. Selv om Rockefeller havde tjent sin formue på olie, ønskede han at holde øen fri for biler. I 1929 skiftede parken navn til Acadia National Park. 

## Geologi og geografi
Øens undergrund består hovedsageligt af granit, og brydning af granit blev en af øens store industrier. Der findes tre typer granit på øen, Cadillac Mountain granit, finkornet Somesville granit og Somesville granit med korn i mellemstørrelse. 
Øens nuværende udseende er skabt at gletsjere, der har slidt bjergene ned til de forholdsvis lave højder, der har, og som har efterladt en stor mængde vandreblokke på øen. Set fra luften er øen karakteristisk ved at være næsten delt i to af Somes Sound, en 30 til 50 meter dyb fjord, der fra syd strækker sig 8 km mod nord i øen. Fjorden er skabt under den seneste istid i området, for ca.14.000 år siden, hvor en ismasse, op til 3 km tyk eroderede store dele af klippen væk. 
Cadillac Mountain er øens højeste punkt. Bjerget er 466 meter højt, og det er det højeste punkt på USA's østlige kystlinje. Bjerget er kendt for at være det sted i USA, der først bliver ramt af den opgående sols stråler. 
På øen er der 4 såkaldte bydistrikter (townships), som hver især omfatter en række bebyggelser. De fire er Bar Harbor, med bebyggelserne Eden, Hull's Cove, Salisbury Cove, og Town Hill, Mount Desert med bebyggelserne Hall Quarry, North East Harbor, Otter Creek, Seal Harbor og Somesville. Southwest Harbor omfatter bebyggelserne Manset og Seawall. Endelig er der Tremont med bebyggelserne Bass Harbor, Bernard, Seal Cove og West Tremont. Bar Harbor er øens største, egentlige by med knap 5.000 faste indbyggere.